# الشمال العظيم
الشمال العظيم (بالإنجليزية: The Great North) هو مسلسل هزلي أمريكي للكبار تم إنشاؤه بواسطة ويندي مولينو وليزي ومينتي لويس لصالح شركة شركة فوكس للبث . تعمل أخوات مولينو ولويس كمنتجين تنفيذيين مع لورين بوشار .  تم عرض المسلسل لأول مرة في 3 يناير 2021 وبطولة نيك أوفرمان وجيني سليت وويل فورتي ودولسيه سلون وبول روست وأبارنا نانتشيرلا وميجان مولالي وألانيس موريسيت .
في يونيو 2020 ، تم تجديد شركة فوكس للبث للموسم الثاني قبل العرض الأول.  في مايو 2021 ، تم تجديد المسلسل لموسم ثالث بعد بثه في ختام الموسم الأول. 

## فرضية
بيف توبين هو أب أعزب يعيش في مدينة لون ماوس الخيالية، ألاسكا مع أطفاله الأربعة، وولف، هام، جودي، ومون. تتمحور حياة بيف حول تربية أطفاله والحفاظ على تماسك الأسرة. إنه أحيانًا متعجرف ومختنق، لكن حبه العميق لعائلته هو موضوع مركزي في كل حلقة في المسلسل. 

## روابط خارجية
- الموقع الرسمي
- الشمال العظيم  في قاعدة بيانات الأفلام على الإنترنت (بالإنجليزية)